# Romilly-sur-Andelle
Pour les articles homonymes, voir Romilly et Andelle (homonymie).
Romilly-sur-Andelle est une commune française du département de l'Eure en région Normandie dont les habitants sont appelés les Romillois.

## Géographie

### Localisation
Adossée aux collines boisées de Longboël et des Deux-Amants, la commune se trouve au début de la vallée Galantine, à 9 km de Fleury-sur-Andelle, 10 km de Pont-de-l'Arche et Boos et 20 km de Rouen et des Andelys.

### Communes limitrophes
|        | La Neuville-Chant-d'Oisel (Seine-Maritime) | Pont-Saint-Pierre                |
| Pîtres | Romilly-sur-Andelle                        | Pont-Saint-Pierre                |
|        | Amfreville-sous-les-Monts                  | Flipou Amfreville-sous-les-Monts |

### Hydrographie
La commune est située dans le bassin Seine-Normandie. Elle est drainée par l'Andelle et divers autres petits cours d'eau,.
L'Andelle, d'une longueur de 57 km, prend sa source dans la commune de Serqueux et se jette  dans la Seine à Pîtres, après avoir traversé 24 communes.

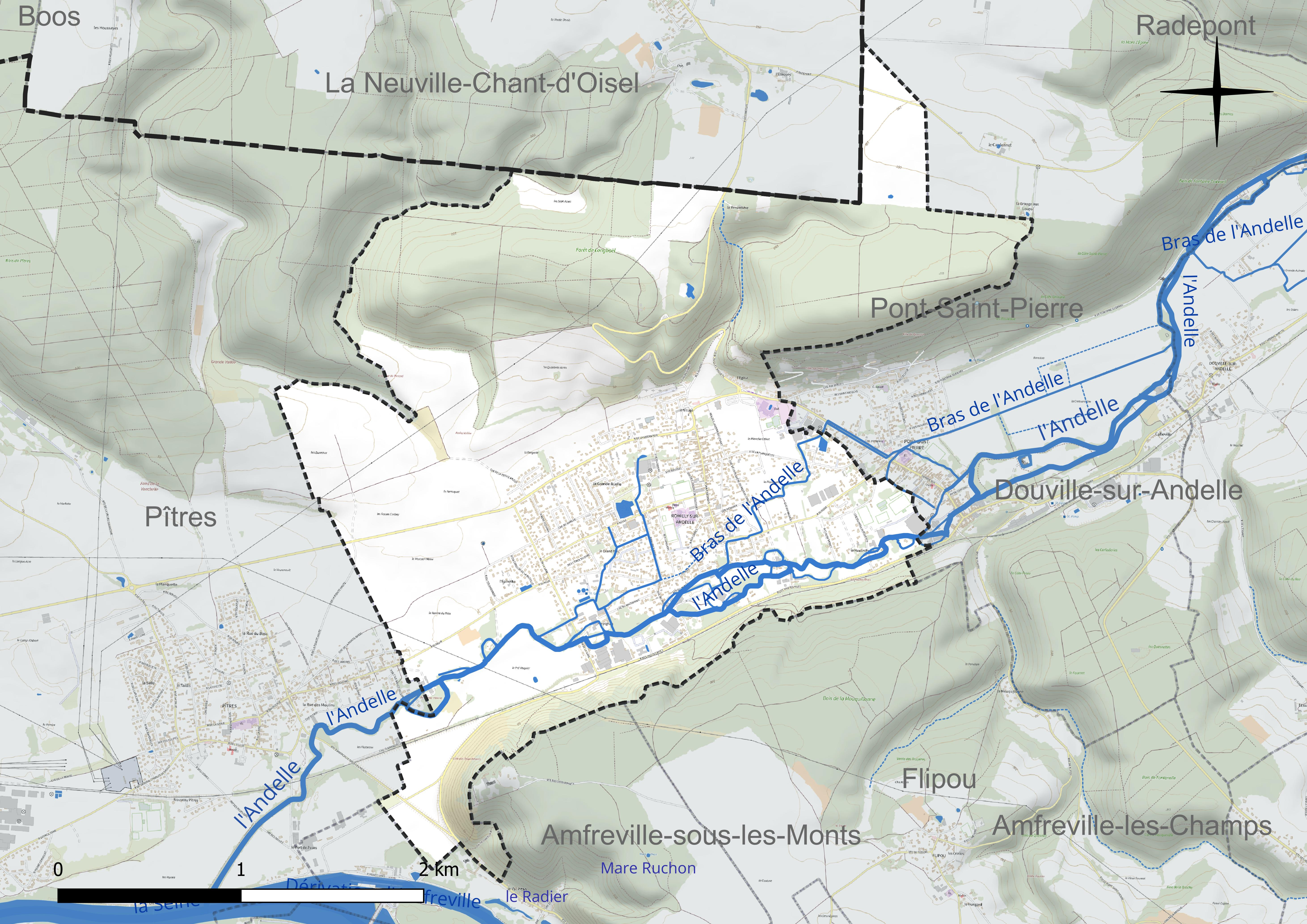
Réseau hydrographique de Romilly-sur-Andelle.

### Climat
Pour des articles plus généraux, voir Climat de la Normandie et Climat de l'Eure.
En 2010, le climat de la commune est de type climat océanique dégradé des plaines du Centre et du Nord, selon une étude du CNRS s'appuyant sur une série de données couvrant la période 1971-2000. En 2020, Météo-France publie une typologie des climats de la France métropolitaine dans laquelle la commune est exposée à un climat océanique et est dans la région climatique Côtes de la Manche orientale, caractérisée par un faible ensoleillement (1 550 h/an) ; forte humidité de l’air (plus de 20 h/jour avec humidité relative > 80 % en hiver), vents forts fréquents. Parallèlement le GIEC normand, un groupe régional d’experts sur le climat, différencie quant à lui, dans une étude de 2020, trois grands types de climats pour la région Normandie, nuancés à une échelle plus fine par les facteurs géographiques locaux. La commune est, selon ce zonage, exposée à un « climat des plateaux abrités », correspondant aux plaines agricoles de l’Eure, avec une pluviométrie beaucoup plus faible que dans la plaine de Caen en raison du double effet d’abri provoqué par les collines du Bocage normand et par celles qui s’étendent sur un axe du Pays d'Auge au Perche.
Pour la période 1971-2000, la température annuelle moyenne est de 11,1 °C, avec une amplitude thermique annuelle de 14,3 °C. Le cumul annuel moyen de précipitations est de 745 mm, avec 12,3 jours de précipitations en janvier et 7,8 jours en juillet. Pour la période 1991-2020, la température moyenne annuelle observée sur la station météorologique la plus proche, située sur la commune de Boos à 8 km à vol d'oiseau, est de 10,9 °C et le cumul annuel moyen de précipitations est de 847,5 mm,. Pour l'avenir, les paramètres climatiques de la commune estimés pour 2050 selon différents scénarios d’émission de gaz à effet de serre sont consultables sur un site dédié publié par Météo-France en novembre 2022.

### Milieux naturels et biodiversité

#### ZNIEFF type 2
La forêt de Longboel et le bois des Essarts, qui parcourent la commune en partie, sont classés en zone naturelle d'intérêt écologique, faunistique et floristique (ZNIEFF).

#### Sites classé et inscrit
- La côte des Deux-Amants,  Site classé (1932)[13] ;
- Les falaises de l'Andelle et de la Seine,  Site inscrit (1981)[14].

## Urbanisme

### Typologie
Au 1er janvier 2024, Romilly-sur-Andelle est catégorisée ceinture urbaine, selon la nouvelle grille communale de densité à 7 niveaux définie par l'Insee en 2022.
Elle appartient à l'unité urbaine de Romilly-sur-Andelle, une agglomération intra-départementale dont elle est ville-centre,. Par ailleurs la commune fait partie de l'aire d'attraction de Rouen, dont elle est une commune de la couronne,. Cette aire, qui regroupe 317 communes, est catégorisée dans les aires de 200 000 à moins de 700 000 habitants,.

### Occupation des sols
L'occupation des sols de la commune, telle qu'elle ressort de la base de données européenne d’occupation biophysique des sols Corine Land Cover (CLC), est marquée par l'importance des territoires agricoles (40,5 % en 2018), en diminution par rapport à 1990 (44,7 %). La répartition détaillée en 2018 est la suivante :
forêts (37,2 %), terres arables (33,3 %), zones urbanisées (22,2 %), prairies (7,1 %), zones industrielles ou commerciales et réseaux de communication (0,1 %), zones agricoles hétérogènes (0,1 %). L'évolution de l’occupation des sols de la commune et de ses infrastructures peut être observée sur les différentes représentations cartographiques du territoire : la carte de Cassini (XVIIIe siècle), la carte d'état-major (1820-1866) et les cartes ou photos aériennes de l'IGN pour la période actuelle (1950 à aujourd'hui).

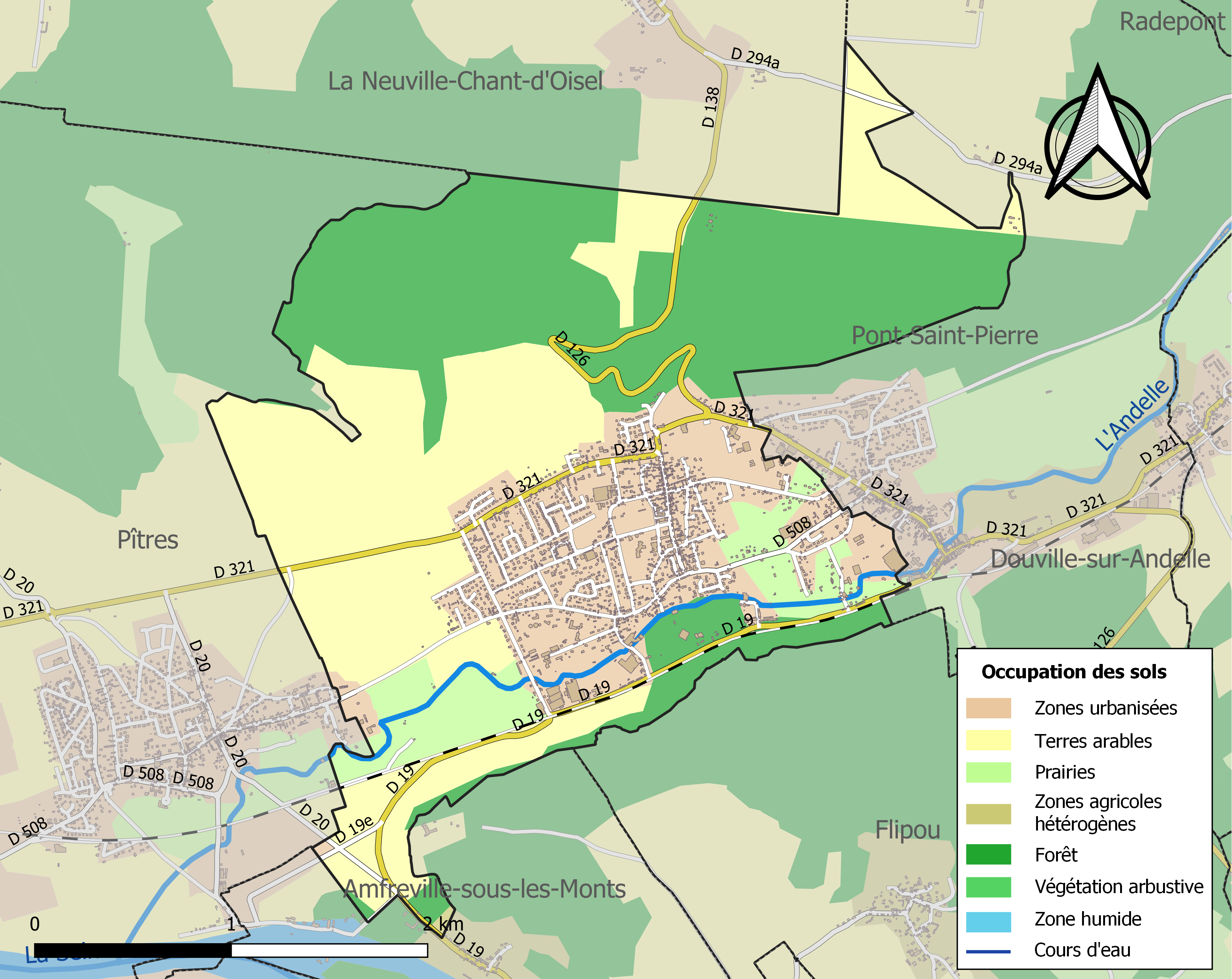
Carte des infrastructures et de l'occupation des sols de la commune en 2018 (CLC).

### Habitat et logement
En 2019, le nombre total de logements dans la commune était de 1 497, alors qu'il était de 1 412 en 2014 et de 1 180 en 2009.
Parmi ces logements, 91,3 % étaient des résidences principales, 1,7 % des résidences secondaires et 7 % des logements vacants. Ces logements étaient pour 85,8 % d'entre eux des maisons individuelles et pour 14,1 % des appartements.
Le tableau ci-dessous présente la typologie des logements à Romilly-sur-Andelle en 2019 en comparaison avec celle de l'Eure et de la France entière. Une caractéristique marquante du parc de logements est ainsi une proportion de résidences secondaires et logements occasionnels (1,7 %) inférieure à celle du département (6,3 %) et à celle de la France entière (9,7 %). Concernant le statut d'occupation de ces logements, 69,5 % des habitants de la commune sont propriétaires de leur logement (69,7 % en 2014), contre 65,3 % pour l'Eure et 57,5 pour la France entière.
| Typologie                                               | Romilly-sur-Andelle | Eure | France entière |
| ------------------------------------------------------- | ------------------- | ---- | -------------- |
| Résidences principales (en %)                           | 91,3                | 85,3 | 82,1           |
| Résidences secondaires et logements occasionnels (en %) | 1,7                 | 6,3  | 9,7            |
| Logements vacants (en %)                                | 7                   | 8,4  | 8,2            |

### Qualité de l'environnement
La commune déplore deux sites pollués sur son territoire : DMS et un dépôt CBL .

## Toponymie
Le nom de la localité est attesté sous les formes Romillei vers 1040, Rommilleia (cartulaire de Jumiéges) et Romeleium en 1080 (cartulaire de l’Estrée), Romeilli en 1145 (charte de Hugues, archevêque de Rouen), Rumilliacus vers 1186 (reg. Philippe Auguste), Romiliacum, 1206 (cart. B. de Phil. Aug.), Roumylli supra Andelam en 1263 (charte de saint Louis), Romille au XIIIe siècle (Duchesne, Liste de services milit.), Rommelli en 1271 (cartulaire de Bonport), Romillie en 1281 (estimation des receveurs du roi), Rommilly en 1327 (doctrinal glozé), Rommilli en 1339 (cart. de Saint-Père de Chartres), Roumilli en 1469 (monstre), Rommilly en 1600 (aveu du bar. de Pont-Saint-Pierre), Roumilly en 1708 (Th. Corneille).
L’Andelle est une rivière qui travere le territoire de la commune, affluent de la rive droite du fleuve la Seine, dans les deux départements de l'Eure et de la Seine-Maritime.

## Histoire

### Préhistoire
Les traces d'habitat remontent au néolithique. Des fouilles archéologiques (2006-2007) de l'INRAP ont mis au jour un ensemble de silex taillés (grattoirs, racloirs, éclats laminaires, fragments de hache polie, flèche à ailerons et pédoncule) de l'époque.
Les archéologues ont découvert ce qui pourrait être une tombe de l'âge du bronze près du cimetière et un réseau de fossés parcellaire de la période gallo-romaine près de l'église. Romilly dans les archives est qualifiée de villa mais aucun habitat antique n'a été trouvé.

### Moyen Âge
L'habitat se concentrait aux VIIe et VIIIe siècles autour des rues Saint-Georges et de la Libération et les fouilles ont identifié la zone périphérique Nord de cet habitat (greniers sur poteaux, silos, fours domestiques). Au nord de celle-ci, un vaste cimetière a été en partie fouillé et les archéologues estiment de 1200 à 1500 les sépultures de tous âges et sexes dans cet ancien cimetière paroissial du VIIe au XIe siècle structuré autour d'une église construite en plusieurs phases. Le cimetière a été abandonné à la fin du XIe siècle, période où le seigneur de Romilly, Guillaume Fitz Osbern (des seigneurs de Breteuil-sur-Iton) a légué des terres à l'Abbaye Notre-Dame de Lyre qu'il avait fondée en 1046, pour construire un prieuré de bénédictins à l'emplacement de l'ancienne église et du cimetière.
Au XIVe siècle, une période importante de construction a donné un manoir doté d'une tour escalier avec la chapelle à l'est, une grange dîmière (encore en élévation) et des annexes et des dépendances (cuisines, celliers, bassin, colombiers). Le prieuré aurait été abandonné en fin du XVIIe siècle ou au début du XVIIIe siècle. Les fouilles se sont achevées en septembre 2007.
Au début du XIIIe siècle, Aubert de Hangest est le seigneur de Romilly. Au XVe siècle, la seigneurie est passée à la famille de Rohan, puis de Roncherolles, de Bec-de-Lièvre, de Sublet et de Jubert.

### Temps modernes

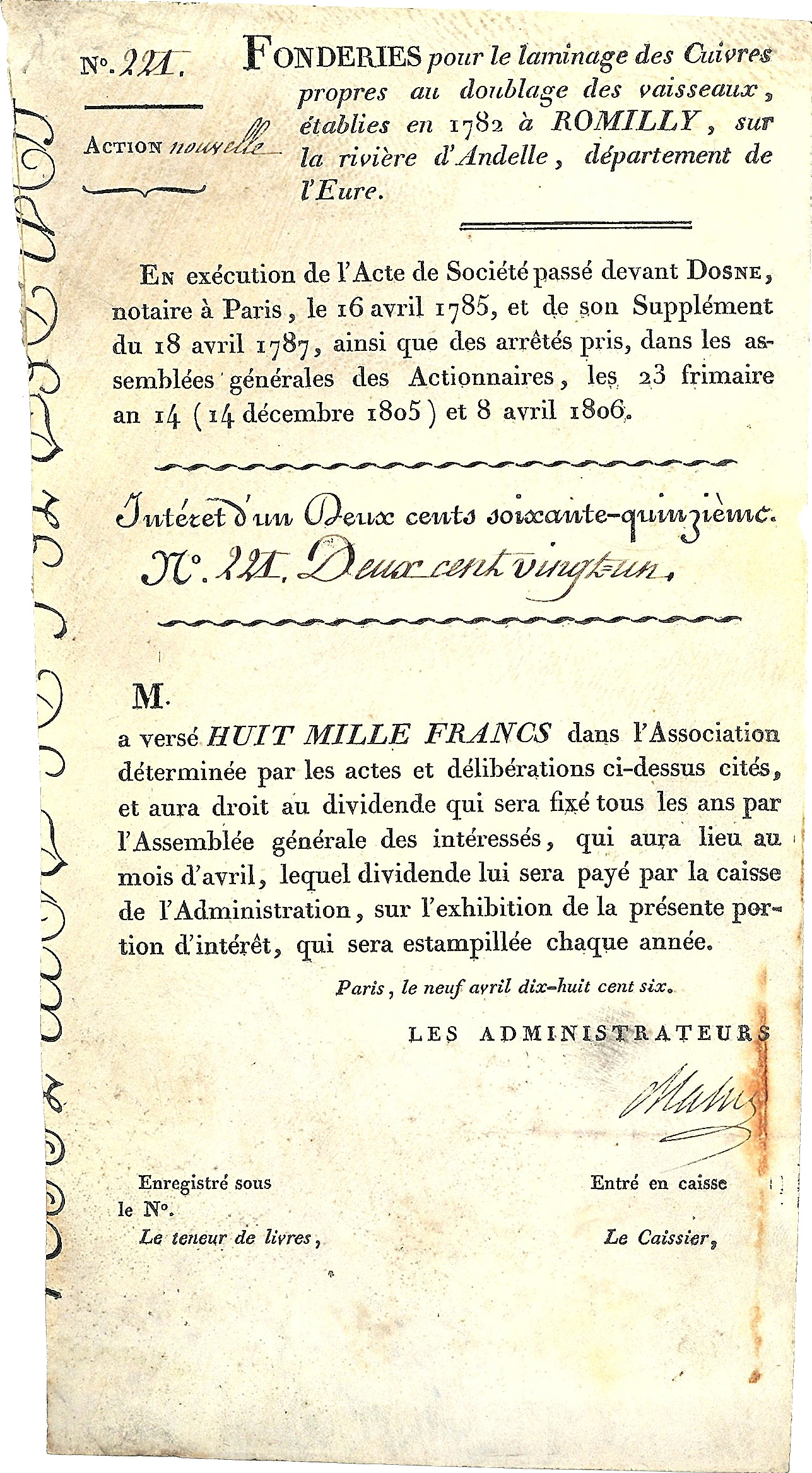
Action des Fonderies pour le laminage des cuirs propres au doublage des vaisseaux, émise le 9 avril 1806 à Paris, imprimée sur parchemin. Depuis 1793 déjà, les fonderies de Romilly étaient contrôlées par Jean-Barthélemy Le Couteulx de Canteleu et sa famille.

En 1782, la fonderie de Romilly est créée.

### Révolution française et Empire
En 1792, les cloches des églises de l'Eure, du Calvados et de la Manche sont coulées à la Fonderie pour obtenir des flans à frapper à l'hôtel de la Monnaie de Rouen. La fonderie garde pendant une centaine d'années jusqu'à sa fermeture, l'horloge et les cloches de la Bastille
Le 1er novembre 1802, le premier consul Napoléon Bonaparte visite pendant une heure la fonderie lors de sa visite de la Normandie avant de repartir vers Les Authieux à la limite du département de la Seine-Inférieure. Plus tard Bonaparte y fit fondre les canons pris à ses ennemis.

## Politique et administration

### Rattachements administratifs et électoraux

#### Rattachements administratifs
La commune se trouve dans l'arrondissement des Andelys du département de l'Eure.
Elle faisait partie depuis 1834 du canton de Fleury-sur-Andelle. Dans le cadre du redécoupage cantonal de 2014 en France, cette circonscription administrative territoriale a disparu, et le canton n'est plus qu'une circonscription électorale.

#### Rattachements électoraux
Pour les élections départementales, la commune est  depuis 2014 le bureau centralisateur du canton de Romilly-sur-Andelle
Pour l'élection des députés, elle fait partie de la cinquième circonscription de l'Eure.

### Intercommunalité
Romilly-sur-Andelle était membre de la communauté de communes de l'Andelle, un établissement public de coopération intercommunale (EPCI) à fiscalité propre créé en 1992 et auquel la commune avait transféré un certain nombre de ses compétences, dans les conditions déterminées par le code général des collectivités territoriales.
Dans le cadre des dispositions de la loi portant nouvelle organisation territoriale de la République du 7 août 2015, qui prévoit que les établissements publics de coopération intercommunale (EPCI) à fiscalité propre doivent avoir un minimum de 15 000 habitants, cette intercommunalité a fusionné avec sa voisine pour former, le 1er janvier 2017, la communauté de communes Lyons Andelle dont est désormais membre la commune.

### Tendances politiques et résultats
Au premier tour des élections municipales de 2014 dans l'Eure, la liste DVG menée par le maire sortant Jean-Luc Romet obtient la majorité absolue des suffrages exprimés, avec 958 voix (19 conseillers municipaux élus dont 6 communautaires), devançant très largement les listes menées respectivement par deux anciens maires : 
- Maurice Jacob (DVD, 312 voix, 20,48 %, 2 conseillers municipaux élus) ;
- Alain Robert (UMP, 253 voix, 16,61 %, 2 conseillers municipaux élus).

Lors de ce scrutin, 31,83 % des électeurs se sont abstenus.
Lors des élections municipales de 2020 dans l'Eure, la liste DVG menée par le maire sortant Jean-Luc Romet est la seule candidate et obtient donc la totalité des 709 suffrages exprimés. Ses membres sont donc élus en totalité.
Lors de ce scrutin marqué par la pandémie de Covid-19 en France, 67,02 % des électeurs se sont abstenus, et 9,91 % des votants ont choisi un bulletin blan ou nul.

### Listedes maires
| Période                                  | Période                      | Identité               | Étiquette | Qualité                                                                                                  |
| ---------------------------------------- | ---------------------------- | ---------------------- | --------- | --- |
| 1790                                     | 1791                         | Michel Dorival         |           | |
| 1791                                     |                              | Louis Legay            |           | |
| 1794                                     | 1795                         | François Cavelier      |           | |
| 1795                                     | 1796                         | Jean-Pierre Chardon    |           | |
| 1796                                     | 1798                         | Jean-Charles Cavelier  |           | |
| 1798                                     | 1799                         | Louis Leguay           |           | |
| 1799                                     | 1800                         | François Massé         |           | |
| 1800                                     | 1802                         | Jean-Baptiste Gosselin |           | |
| 1802                                     | 1805                         | Thomas Pellerin        |           | |
| 1805                                     | 1831                         | Jean-Charles Cavelier  |           | |
| 1831                                     | 1842                         | Pierre Massinot        |           | |
| 1842                                     | 1848                         | Amboise Chardon        |           | |
| 1848                                     | 1857                         | Ernest Lecoulteux      |           | |
| 1857                                     | 1863                         | Nicolas Lecomtte       |           | |
| 1863                                     | 1876                         | Léon Letrange          |           | |
| 1876                                     | 1881                         | Alphonse Lapôtre       |           | |
| 1881                                     | 1893                         | Henri Peynaud          |           | |
| 1893                                     | 1899                         | Nicolas Lecomtte       |           | |
| Les données manquantes sont à compléter. |                              |                        |           | |
|                                          |                              | Maurice Fleuriel       |           | Industriel                                                                                               |
| 1952                                     | 1976                         | René Fleuriel          |           | |
| 1976                                     | 1977                         | Robert Malglaive       |           | |
| mars 1977                                | mars 1983                    | Alain Robert           | LR        | Commercial pour une grande entreprise d’agroalimentaire                                                  |
| mars 1983                                | juin 1995                    | Jacques Courtois       | DVG       | |
| juin 1995                                | mars 2008                    | Maurice Jacob          | DVD       | |
| mars 2008                                | En cours (au 3 février 2023) | Jean-Luc Romet         | DVG       | Professeur Président de la Communauté de communes Lyons Andelle (2023 → ) Réélu pour le mandat 2020-2026 |

### Jumelages
Romilly-sur-Andelle est jumelée avec :
- Biebesheim am Rhein (Allemagne), voir Biebesheim am Rhein (de).

## Population et société

### Démographie
L'évolution du nombre d'habitants est connue à travers les recensements de la population effectués dans la commune depuis 1793. Pour les communes de moins de 10 000 habitants, une enquête de recensement portant sur toute la population est réalisée tous les cinq ans, les populations de référence des années intermédiaires étant quant à elles estimées par interpolation ou extrapolation. Pour la commune, le premier recensement exhaustif entrant dans le cadre du nouveau dispositif a été réalisé en 2006.

En 2022, la commune comptait 3 227 habitants, en évolution de −0,31 % par rapport à 2016 (Eure : −0,25 %, France hors Mayotte : +2,11 %).
| 1793 | 1800 | 1806 | 1821 | 1831  | 1836  | 1841  | 1846  | 1851  |
| ---- | ---- | ---- | ---- | ----- | ----- | ----- | ----- | ----- |
| 640  | 780  | 803  | 917  | 1 015 | 1 079 | 1 118 | 1 169 | 1 147 |

| 1856  | 1861  | 1866  | 1872  | 1876  | 1881  | 1886  | 1891  | 1896  |
| ----- | ----- | ----- | ----- | ----- | ----- | ----- | ----- | ----- |
| 1 313 | 1 366 | 1 369 | 1 369 | 1 380 | 1 398 | 1 485 | 1 527 | 1 293 |

| 1901  | 1906  | 1911  | 1921  | 1926  | 1931  | 1936  | 1946  | 1954  |
| ----- | ----- | ----- | ----- | ----- | ----- | ----- | ----- | ----- |
| 1 641 | 1 566 | 1 705 | 1 606 | 1 604 | 1 596 | 1 481 | 1 564 | 1 525 |

| 1962  | 1968  | 1975  | 1982  | 1990  | 1999  | 2006  | 2011  | 2016  |
| ----- | ----- | ----- | ----- | ----- | ----- | ----- | ----- | ----- |
| 1 779 | 1 981 | 2 249 | 2 524 | 2 658 | 2 655 | 2 604 | 2 971 | 3 237 |

| 2021  | 2022  | - | - | - | - | - | - | - |
| ----- | ----- | - | - | - | - | - | - | - |
| 3 247 | 3 227 | - | - | - | - | - | - | - |

## Culture locale et patrimoine

### Lieux et monuments
- Église Saint-Georges[34], du XIe et XIIIe siècles avec un portail ouest du XIXe siècle.
- Château de Canteloup[35] (XVIIe et XXe siècles). Il est construit vers 1610 pour Jacques II Hallé, sur un fief existant depuis le XIIe siècle[36]. Il est restauré à la suite d'un incendie subi le 24 avril 1910.
- Prieuré Saint-Crespin[37] dont il subsiste une grange dîmière et un colombier.

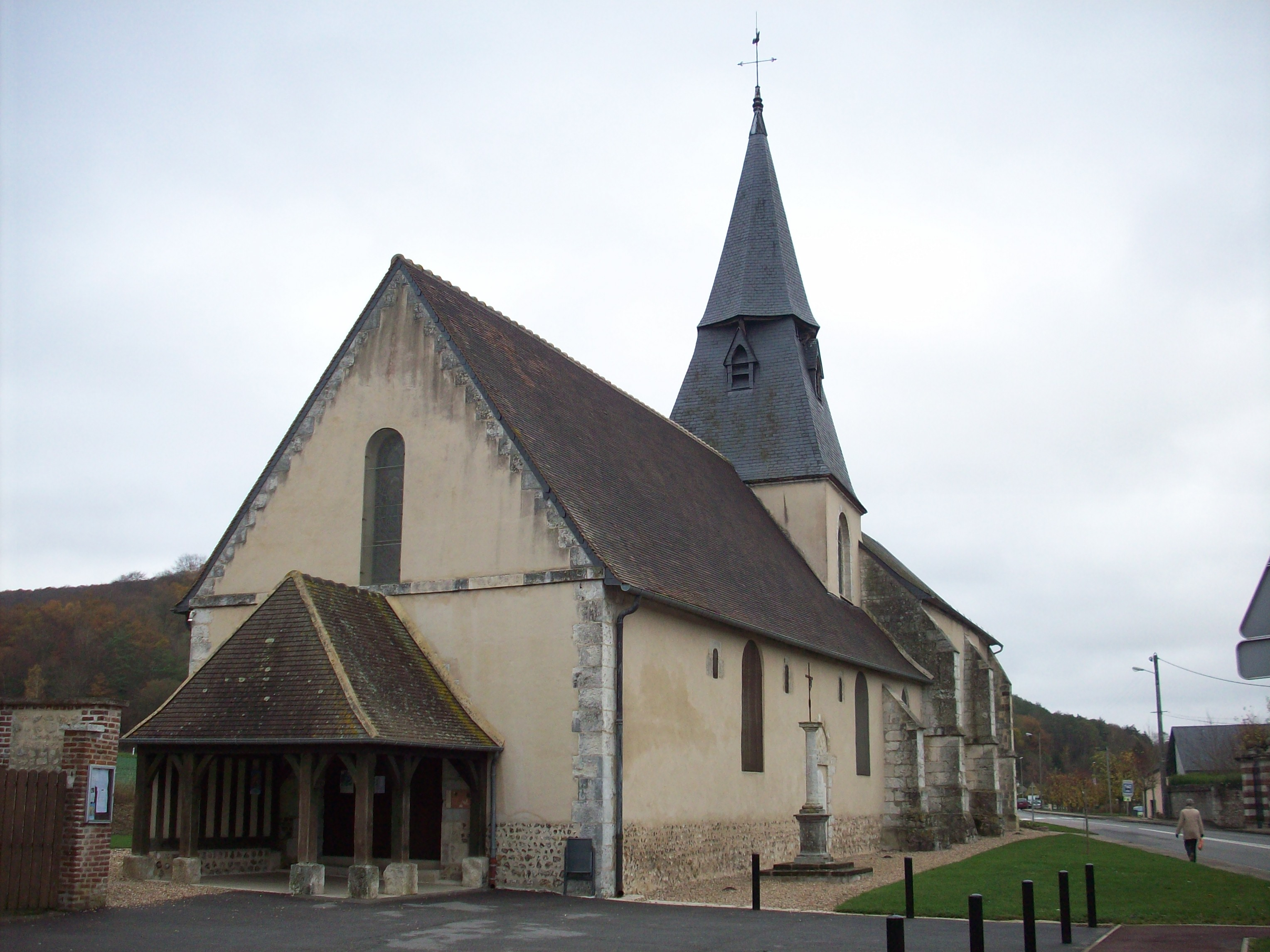
Église.
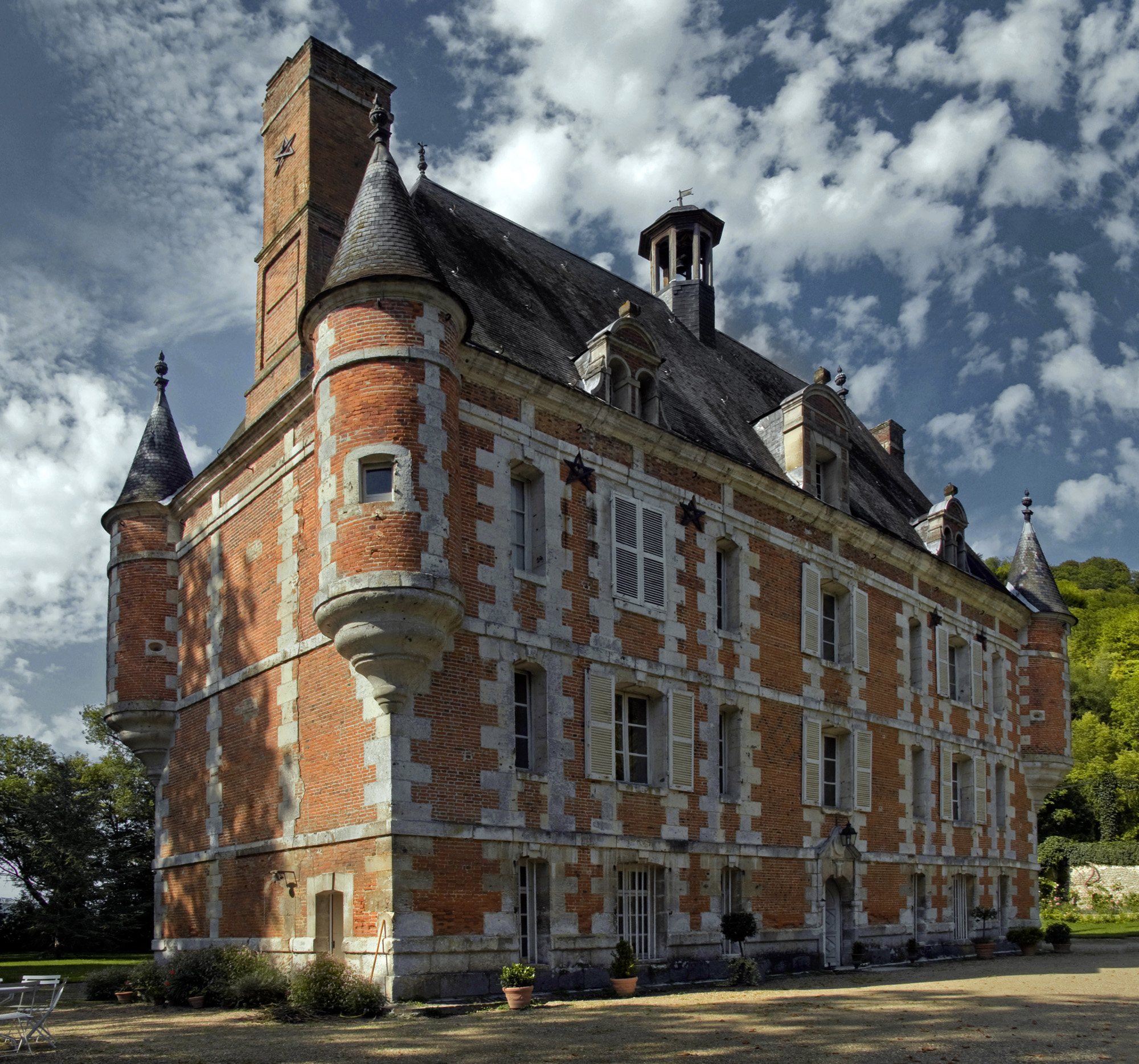
Château de Canteloup.
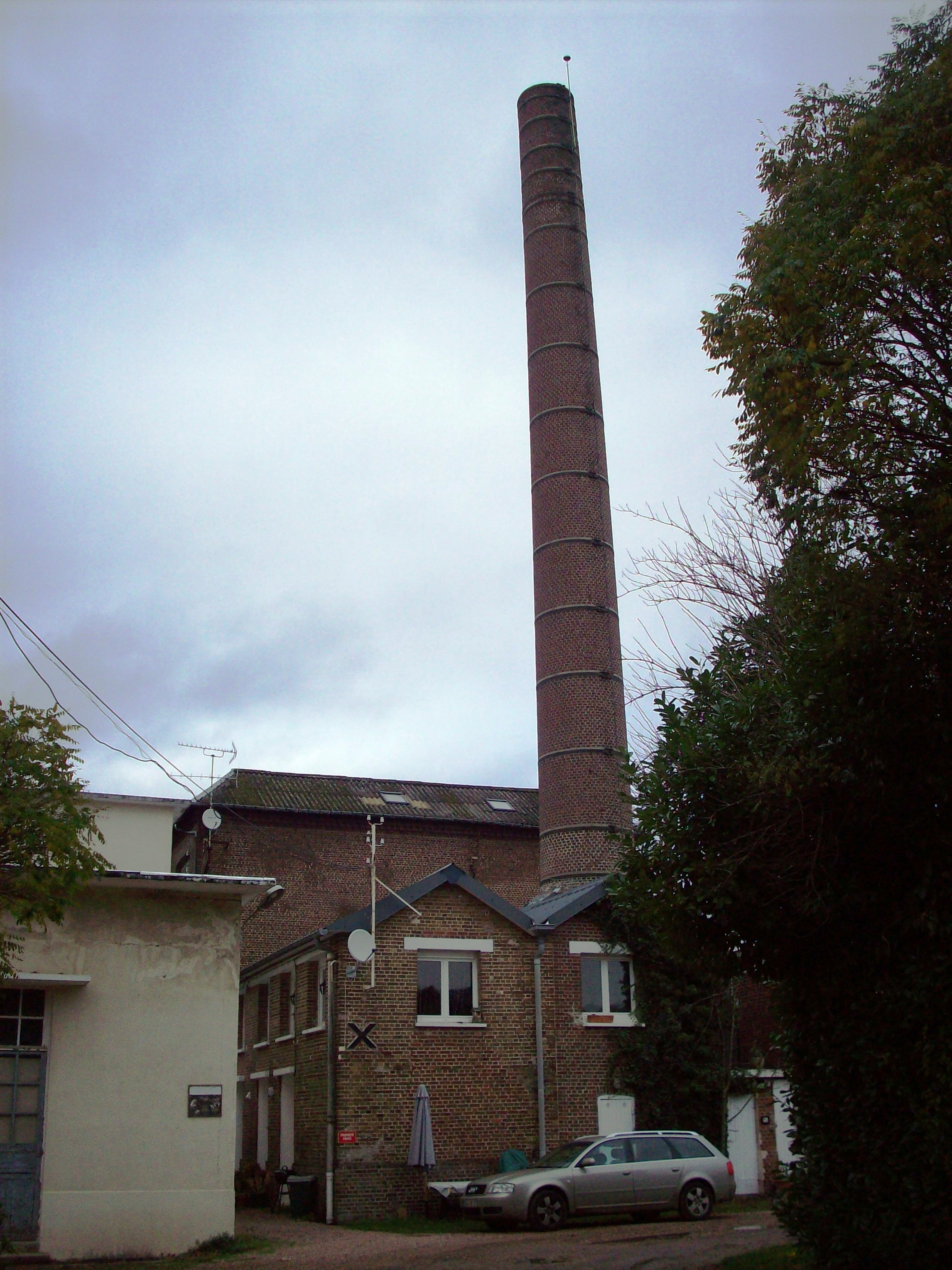
Ancienne usine.
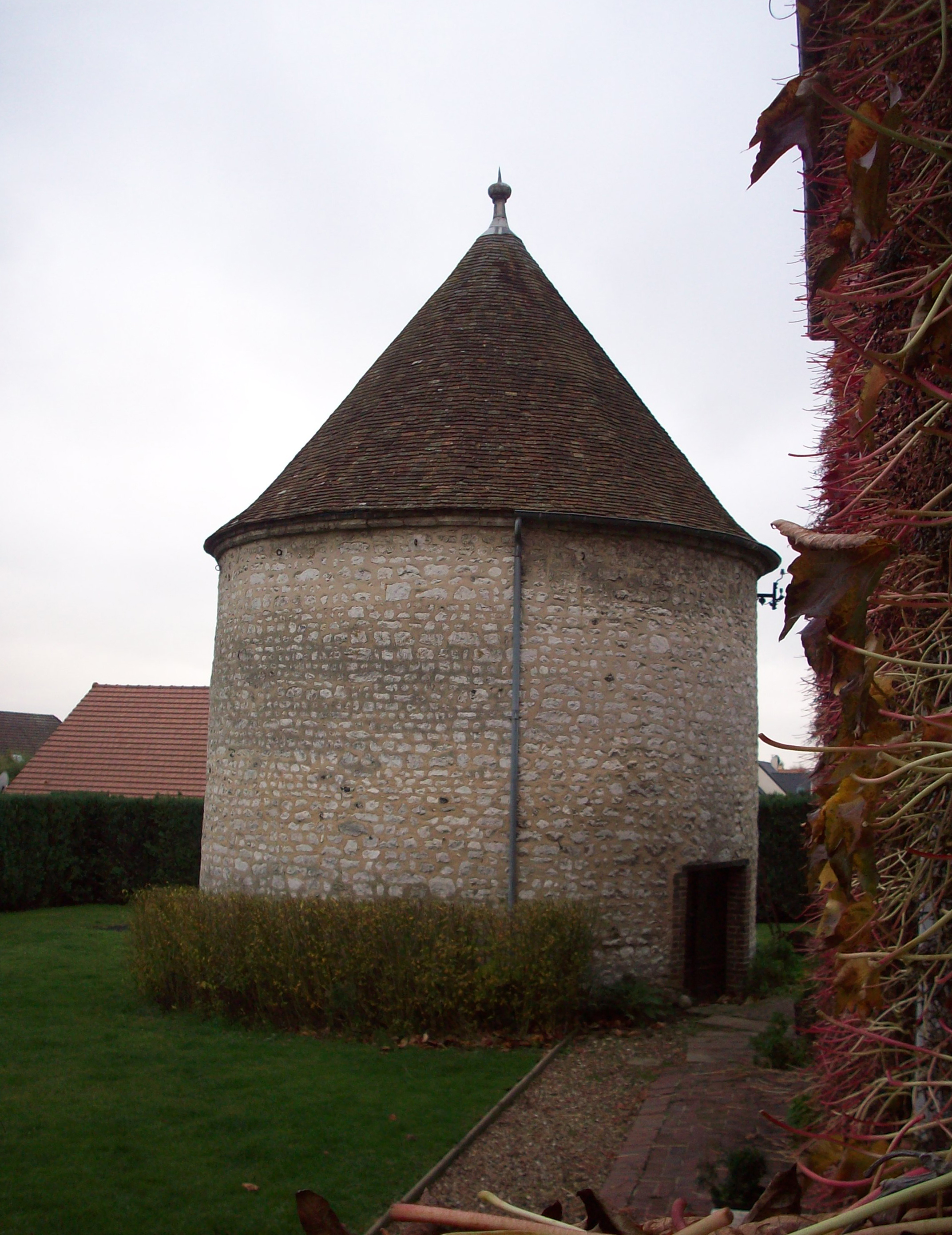
Colombier de l'ancien prieuré Saint-Crespin.
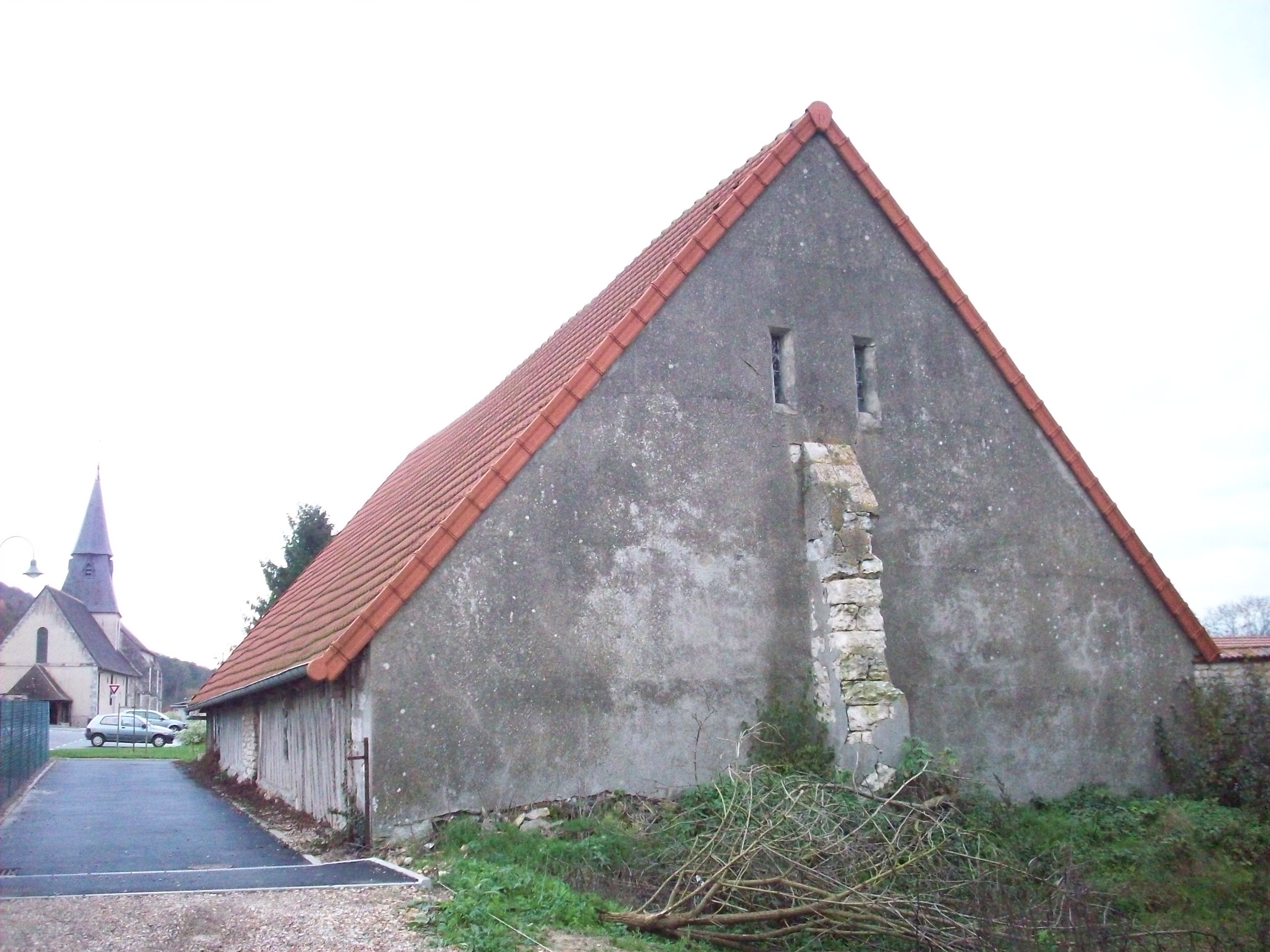
Grange dimière de l'ancien prieuré Saint-Crespin.

### Héraldique
| Blason de Romilly-sur-Andelle | Blason  | Écartelé : au 1, de gueules au léopard d’or ; au 2, d’azur au léopard d’argent ; au 3, d’azur à la harpe d’argent cordée de sable ; au 4, de gueules à la roue dentée de huit pièces d’or mouvant de trois ondes d’azur. |
| Blason de Romilly-sur-Andelle | Détails | Les deux léopards rappellent les armes de la Normandie. Le statut officiel du blason reste à déterminer. |